# Эббидж, Эрнест
Эрнест Уолтер Эббидж (англ. Ernest Walter Ebbage; 1 августа 1873, Стиббард — 2 сентября 1943) — британский полицейский и перетягиватель каната, бронзовый призёр летних Олимпийских игр 1908.
На Играх 1908 в Лондоне Эббидж участвовал в турнире по перетягиванию каната, в котором его команда заняла третье место.